# Up-site
Up-site ist ein Komplex aus Wohngebäuden im Quartier Nord der belgischen Hauptstadt Brüssel. Hauptgebäude ist der 142 Meter hohe Wohnturm. Der 42 Stockwerke zählende Wolkenkratzer ist das höchste Wohngebäude des Landes und zugleich das dritthöchste Gebäude Belgiens. Südlich des Turms befinden sich weitere sechs Stockwerke hohe Wohngebäude.
Mit dem Bau wurde im Jahr 2010 begonnen. Während die kleineren Gebäude bereits früher bezogen werden konnten, wurde der Turm erst im Sommer 2014 vollendet. Die Architektenbüros A2RC Architects sa und Ateliers Lion Architectes Urbanistes wurden für die Planung und den Bau des Projektes verpflichtet.